# 杉山伶央
杉山 伶央（すぎやま れお、2000年3月4日 - ）は、東京都出身のサッカー選手。ポジションはミッドフィールダー(MF)。
Jリーグ・高知ユナイテッドSC所属。

## 経歴
FC東京下部組織出身（FC東京U-15むさし、FC東京U-18）。その後作新学院大学に進学し、2022年にJリーグに加盟したばかりのいわきFCに加入した。
2024年11月13日、いわきFCとの契約満了を発表。
2025年、トライアウトを経て
、J3に加盟したばかりの高知ユナイテッドSCに移籍。

## 所属クラブ
- 白百合SC
- FC東京U-15むさし
- FC東京U-18
- 作新学院大学
- 2022年 - 2024年  いわきFC
- 2025年 -  高知ユナイテッドSC

## 個人成績
| 国内大会個人成績 | 国内大会個人成績 | 国内大会個人成績 | 国内大会個人成績 | 国内大会個人成績 | 国内大会個人成績 | 国内大会個人成績 | 国内大会個人成績 | 国内大会個人成績 | 国内大会個人成績 | 国内大会個人成績 | 国内大会個人成績 |
| 年度             | クラブ           | 背番号           | リーグ           | リーグ戦         | リーグ戦         | リーグ杯         | リーグ杯         | オープン杯       | オープン杯       | 期間通算         | 期間通算         |
| 年度             | クラブ           | 背番号           | リーグ           | 出場             | 得点             | 出場             | 得点             | 出場             | 得点             | 出場             | 得点             |
| 日本             | 日本             | 日本             | 日本             | リーグ戦         | リーグ戦         | リーグ杯         | リーグ杯         | 天皇杯           | 天皇杯           | 期間通算         | 期間通算         |
| ---------------- | ---------------- | ---------------- | ---------------- | ---------------- | ---------------- | ---------------- | ---------------- | ---------------- | ---------------- | ---------------- | ---------------- |
| 2022             | いわき           | 7                | J3               | 8                | 0                | -                | -                | -                | -                | 8                | 0                |
| 2023             | いわき           | 7                | J2               | 12               | 0                | -                | -                | 0                | 0                | 12               | 0                |
| 2024             | いわき           | 30               | J2               | 3                | 0                | 1                | 0                | 1                | 0                | 5                | 0                |
| 2025             | 高知             | 20               | J3               |                  |                  |                  |                  |                  |                  |                  |                  |
| 通算             | 日本             | 日本             | J2               | 15               | 0                | 1                | 0                | 1                | 0                | 17               | 0                |
| 通算             | 日本             | 日本             | J3               | 8                | 0                | -                | -                | -                | -                | 8                | 0                |
| 総通算           | 総通算           | 総通算           | 総通算           | 23               | 0                | 1                | 0                | 1                | 0                | 25               | 0                |

出場歴
- Jリーグ初出場 - 2022年7月30日 J3第19節 vsカターレ富山（富山県総合運動公園陸上競技場）
- Jリーグ初得点 - 2025年5月17日 J3第13節 vsザスパ群馬（群馬県立敷島公園県営陸上競技場）

## タイトル

### クラブ
FC東京U-18
- 日本クラブユースサッカー選手権 (U-18)大会（2017年）
- 日本クラブユースサッカー選手権(U-18)関東大会（2017年）
- 高円宮杯U-18サッカーリーグ プレミアリーグEAST（2017年）
- 高円宮杯U-18サッカーリーグ チャンピオンシップ（2017年）

いわきFC
- J3リーグ（2022年）